# Chen Yonggui

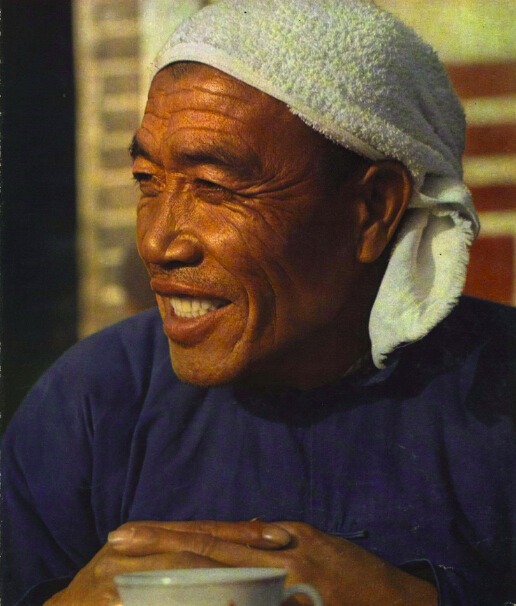
Chen Yonggui (1966)

Chen Yonggui (chinesisch 陳永貴 / 陈永贵, Pinyin Chén Yǒngguì; * 14. Februar 1913; † 26. März 1986) war ein chinesischer Politiker der Kommunistischen Partei Chinas (KPCh), der als Agrarpolitiker in der Volksrepublik China zur Zeit Mao Zedongs eine wichtige Symbolfigur war. Er war zwischen 1973 und 1982 Mitglied des Politbüros der KPCh sowie von 1975 bis 1980 auch Vize-Ministerpräsident.

## Leben
Chen Yonggui war der Sohn armer Landarbeiter im Kreis Xiyang, Provinz Shanxi. Seine Familie zog 1924 in das Dorf Dazhai, das später unter Chens Leitung zum sozialistischen „Modell“ aufsteigen sollte.
Nach der Gründung der Volksrepublik China (1949) engagierte Chen, der als besitzloser Landarbeiter zur untersten Bevölkerungsschicht gehörte, sich für eine genossenschaftliche Agrarreform. 1950 gründete er die Landwirtschaftliche Kommune Dazhai-Tachai. Erst um 1955 lernte er lesen und schreiben. 1963 wurde er Parteisekretär in Dazhai, dessen Einwohner mit ihm an der Spitze in einem gewaltigen Kraftakt neues Ackerland gewannen, indem sie in der Hügellandschaft ein terrassenförmiges Bewässerungssystem errichteten. Ab 1964 wurde Dazhai landesweit als Vorbild in der Bewegung „Sich auf die eigene Kraft stützen“ propagiert. Chen Yonggui wurde zum Abgeordneten des Nationalen Volkskongresses gewählt. 1968, im Zuge der Kulturrevolution, wurde die Vorbildfunktion Dazhais erneut bestätigt. 1969 stieg Chen auf dem IX. Parteitag der KP Chinas in deren Zentralkomitee auf. Auf dem X. Parteitag 1973 wurde er schließlich Mitglied des Politbüros der KPCh und gehörte diesem obersten Führungsgremium bis 1982 an.
Am 17. Januar 1975 erlebte der „Bauer von Dazhai“ den Höhepunkt seines Ansehens, als er zum Stellvertretenden Ministerpräsidenten ernannt wurde. Diesen Posten bekleidete er bis zum 10. September 1980. Im Herbst 1975 wurde eine nationale Konferenz zum „Lernen von Dazhai“ abgehalten. Dazhai hatte sich durch heroischen Arbeitseinsatz aus der Armut befreit und in einer unwirtlichen und schwer zugänglichen Landschaft Grundlagen für eine Mechanisierung des Ackerbaus geschaffen. Chen Yonggui, der mit seinem um die Stirn gewickelten Handtuch bei öffentlichen Auftritten immer so wirkte, als komme er direkt vom Acker, war eine Identifikationsfigur, in der Chinas Bauern sich wiedererkennen konnten. Auf der Konferenz wurde das Ziel verkündet, in der Landwirtschaft immer mehr Kreise vom Typ Dazhai zu schaffen. In den meisten Dörfern Chinas bildete damals die aus etwa einem Dutzend Familien bestehende „Produktionsgruppe“ die ökonomische Basiseinheit der kollektiven Landwirtschaft, in Dazhai war es das ganze Dorf als „Brigade“. Die Schaffung solcher großer Kollektiveinheiten wurde als Weg angesehen, die Nutzung moderner Maschinen zu ermöglichen und die Effizienz der Produktion zu steigern. Das Hauptreferat auf der Dazhai-Konferenz hielt das bis dahin unbekannte Politbüro-Mitglied Hua Guofeng. Ein Jahr später wurde Hua nach dem Tode Mao Zedongs dessen Nachfolger. Als neuer Parteivorsitzender legte er Wert auf eine enge Zusammenarbeit mit Chen Yonggui, der 1977 auf dem 11. Parteitag als Mitglied des Politbüros bestätigt wurde.
Zu dieser Zeit erstarkte in der Partei jedoch der Reformflügel um Deng Xiaoping, der das Dazhai-Modell ablehnte. Die Dazhai-Philosophie beruhte auf dem Gedanken, gerade unter den rauen, ungünstigen Ausgangsbedingungen Zentralchinas durch moralische Mobilisierung großer Kollektive mit gewaltigen arbeitsintensiven Anstrengungen scheinbar Unmögliches möglich zu machen. Das entsprach dem tiefen Glauben Mao Zedongs an die Fähigkeit der Volksmassen, sich selbst zu befreien und „Berge zu versetzen“, geriet aber in Konflikt mit einer Realität, in der die chinesische Landwirtschaft größtenteils stagnierte und in einigen armen Regionen die Versorgungslage immer noch äußerst prekär war. 1977 stellte der von Deng Xiaoping geförderte Reformpolitiker Zhao Ziyang in der Provinz Sichuan erste Experimente mit einer Rückkehr zur Familienwirtschaft und freien Märkten an, die den Bauern mehr Leistungsanreize und Möglichkeiten zur Eigeninitiative bieten sollte. Dieses „Verantwortlichkeitssystem“ wurde nach 1980 allgemein zur Leitlinie erhoben. Gleichzeitig zielte das Reformkonzept darauf, die relativ gut situierten Küstenregionen unter Nutzung westlichen Kapitals zum Motor der Entwicklung Chinas zu machen.

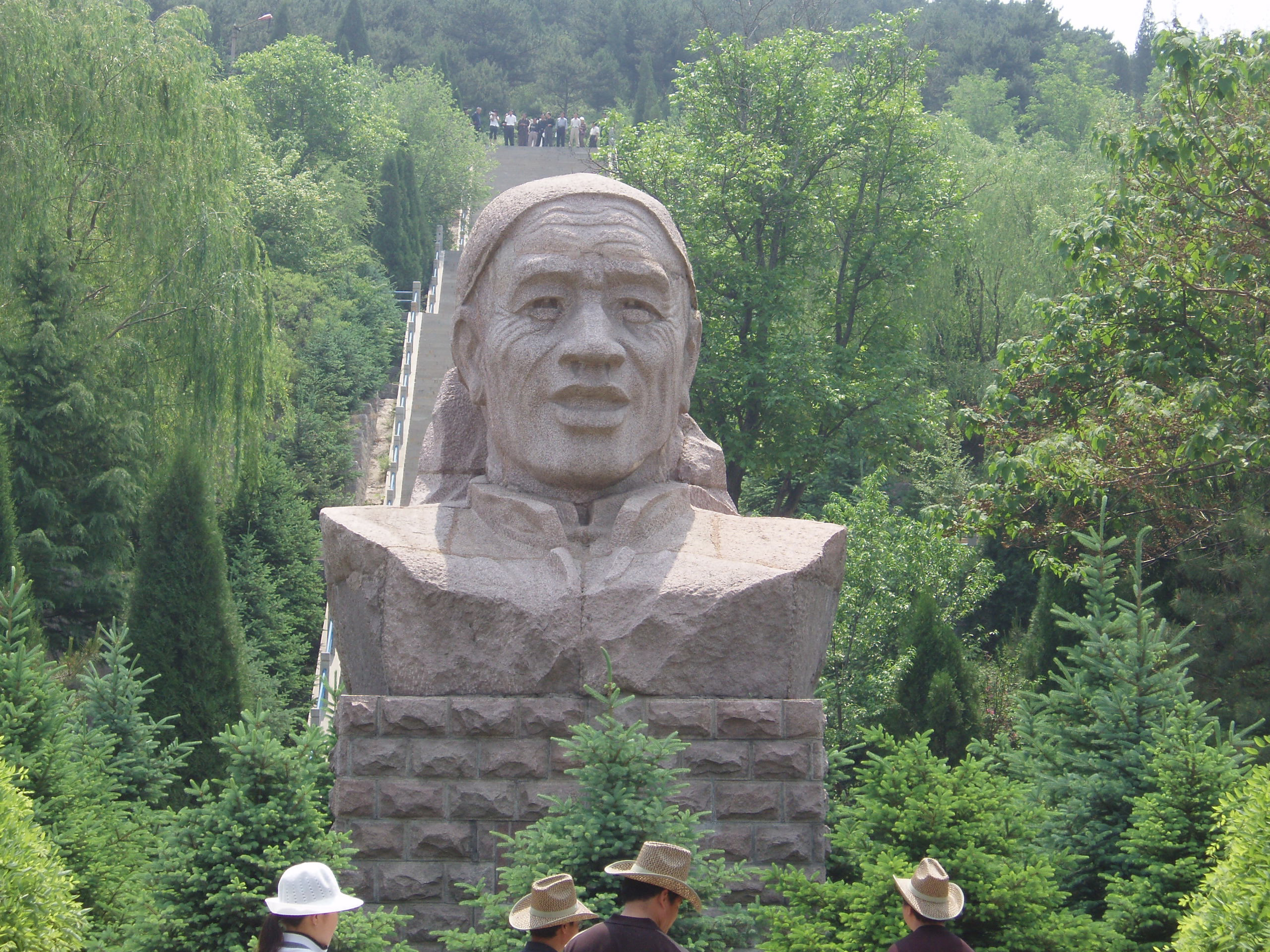
Chen Yonggui-Denkmal

Die 1981 erfolgten Entmachtung des Parteivorsitzenden Hua Guofeng bedeutete auch das Ende der politischen Karriere Chen Yongguis, der 1982 seine Positionen an der Parteispitze verlor. Gegen ihn und seine Familie wurde jetzt eine Verleumdungskampagne inszeniert. Auf einmal hieß es, die Erfolge Dazhais seien nicht aus „eigener Kraft“, sondern mit Unterstützung des Staates erzielt worden und die Statistiken manipuliert gewesen. Chen habe ein lokales Willkürregime geführt, Dazhai wurde insgesamt komplett negativ dargestellt.
1983 hieß es inoffiziell, Chen Yonggui arbeite als Berater einer Staatsfarm bei Peking. Von seinem Tod im Jahr 1986 wurde kaum Notiz genommen. Im heutigen China, wo die durch die Reformen der 1980er Jahre geschaffene Kleinbauernwirtschaft eine schwere Krise durchmacht und Bestrebungen zur Schaffung moderner kommunaler und kooperativer ländlicher Unternehmungen mit Landwirtschaft und Leichtindustrie gefördert werden, wird Dazhai wieder ausgewogener beurteilt. Die Parteisekretärin Guo Fenglian, die in der Zeit unter Chen Yonggui zur berühmten Truppe der „Eisernen Mädchen von Dazhai“ gehörte, ist eine angesehene Politikerin, die sich insbesondere für Frauenrechte engagiert. Dazhai betreibt inzwischen kaum noch Landwirtschaft, sondern produziert als kommunales Unternehmen hauptsächlich Textilien und Spirituosen.